# Жежушиці
Жежушиці (пол. Żerzuszyce, нім. Grunau) — село в Польщі, у гміні Собутка Вроцлавського повіту Нижньосілезького воєводства.
Населення — 61 особа (2011).

## Демографія
Демографічна структура станом на 31 березня 2011 року:
|          | Загалом | Допрацездатний вік | Працездатний вік | Постпрацездатний вік |
| -------- | ------- | ------------------ | ---------------- | -------------------- |
| Чоловіки | 31      | 10                 | 17               | 4                    |
| Жінки    | 30      | 10                 | 14               | 6                    |
| Разом    | 61      | 20                 | 31               | 10                   |